# Наволочкин, Николай Дмитриевич
Никола́й Дми́триевич На́волочкин (5 января 1923, пос. Николаевка — 20 сентября 2013, г. Хабаровск) — советский и российский писатель. В 1977—1987 гг. был главным редактором литературно-художественного журнала «Дальний Восток». Автор десятков книг, лауреат премий и других наград. Почётный гражданин города Хабаровска.

## Биография
В 1941 году, вскоре после окончания средней школы, был призван в армию. В запасном полку он прошёл курсы радистов. В конце 1942 года был зачислен в 48-ю (в дальнейшем 148-я) отдельную роту связи 193-й стрелковой дивизии. Участвовал в Курской битве, форсировал реки — Десну, Сож, Днепр, Западный Буг, освобождал Белоруссию. В марте 1943 года во время боя в селе Кочетовка Курской области Николай Наволочкин вызвал огонь по танкам, ворвавшимся во двор дома, где находилась рация, и подбил один из танков. За проявленный героизм в сражении был награждён орденом Красной Звезды. Со своей дивизией дошёл до Польши. Был ранен. День Победы встретил в Новосибирске.
После войны окончил исторический факультет Хабаровского пединститута.
Первая книга (сборник стихов) вышла в 1953 году. Член СП СССР с 1954.
С 1977 по 1987 годы работал главным редактором литературно-художественного журнала «Дальний Восток».
29 августа 2012 года имя Николая Дмитриевича Наволочкина было присвоено Хабаровской краевой детской библиотеке. Похоронен на Центральном кладбище Хабаровска.

Могила Наволочкина Николая Дмитриевича на Центральном кладбище Хабаровска.

## Семья
- Дед Николай Лукьянович Наволочка (1832—1943), моряк, бывший каторжанин, выходец из Полтавской губернии. После отбытия каторги на Сахалине, поменял фамилию на Наволочкина. Старейший житель Хабаровска.
- Отец Дмитрий Николаевич, кузнец.
- Мать Софья Илларионовна.
- Братья: Олег, Лев, Юрий (1924—2022).

## Премии
- Премия Губернатора Хабаровского края в области литературы и искусства (за книгу «По особым поручениям», 1997)

## Награды
- орден Отечественной войны 2-й степени (11.03.1985)
- орден Красной Звезды (24.03.1943)
- орден «Знак Почёта» (28.10.1967)
- медаль «За боевые заслуги» (23.08.1944)
- медаль «За победу над Германией»
- медаль «Братство по оружию» (ПНР)
- медаль «За освоение целинных земель»
- другие медали
- почётный знак Правительства Хабаровского края «За заслуги» имени Н. Н. Муравьёва-Амурского (2008)
- «Почётный гражданин города Хабаровска» (22 мая 1995 года)

## Память
5 сентября 2018 года в Хабаровске по ул. Карла Маркса, 39 открыли мемориальную доску писателю Николаю Наволочкину.

## Адреса
С 1955 года писатель жил в доме № 39 по ул. Карла Маркса в Хабаровске. Ранее в этой писательской квартире жил Нагишкин Д. Д.

## Литературные труды
- Дорогие мои земляки (сборник стихов) (1953)
- На Амуре (сборник стихов) (1954)
- Зайка-художник (Благовещенск, 1955)
- Как Алёнка поила телёнка (Хабаровск, 1956)
- Песенка о друзьях (Магадан, 1957)
- Путешествие зайца Антошки (Благовещенск, 1957; Южно-Сахалинск, 1959)
- Грамотей (Южно-Сахалинск, 1958)
- Часики (Хабаровск, 1958)
- Золотые рыбки (Хабаровск, 1959)
- Приключения Пети Швырялкина (Хабаровск, 1959)
- К звездам (Хабаровск, 1960)
- Как лечили Деда Мороза (1960)
- Жили-были … (1962, 1966)
- Шли радисты (повесть) (1964)
- Бор-Бос поднимает паруса (1965, 1985)
- Башмаки 1-БСВ (фантастический рассказ-шутка)
- 24 часа на щите (юмористическая повесть) (1965)
- Андрейка-путешественник (1967)
- Жди ракету (военная повесть) (1968, 1973)
- Дело о полутора миллионах (1969, 1982)
- Ребята нашего двора (1970)
- 13-й линейный батальон и его командир (исторический очерк) (1971)
- Каникулы кота Егора (1972)
- Амурские версты (исторический роман) (1974, 1977, 1978 и др., последнее издание в 2007)
- Забытая история (повесть) (1979)
- Знакомые кота Егора (1981, 1990, 2001)
- После дождичка … в среду: были и небылицы поселка Н (1989, 2008)
- По особым поручениям (историческая повесть) (1997)
- Обратная связь (стихи) (2000)
- Откуда течет Морошка? (2005)
- Полудница Акуля (повесть-сказка) (2003, 2008)
- Главное дело капитана Дьяченко (2007)
- С кем меняться судьбой (роман)
- Как исправить единицу
- Navolochkin N. Soviet Numismatics. Vol. 1. The Primoryan Rouble’s Fight For Survival. — London, 1970. — 32 с.